# Cruz de Tea
Cruz de Tea es una de las entidades de población que conforman el municipio de Granadilla de Abona, en la isla de Tenerife —Canarias, España—.

## Toponimia
Su nombre proviene de su ubicación en un cruce de caminos, y a la existencia en la zona de cruces confeccionadas con tea, madera de pino impregnada de resina.

## Características
Está situado a 5 kilómetros al noroeste del casco urbano de Granadilla, poseyendo una altitud media de 1.194 m s. n. m. y una superficie de 5,71 km² de la que gran parte se corresponde con el monumento natural de la Montaña Colorada.
El núcleo de población propiamente dicho se ubica a unos 900 m s. n. m. entre el pie de la Montaña de las Ricas, el barranquillo de Montaña Iferfe, la propia Montaña Iferfe y la carretera TF-21. Es la localidad más elevada del término municipal, y cuenta con el Centro de Educación Infantil Nuestra Señora del Buen Viaje, una ermita bajo esta advocación mariana, un polideportivo, un centro sociocultural, una plaza pública y un parque infantil.

## Historia
El núcleo surge en torno al camino real de Chasna, que pasa por la zona y comunicaba Granadilla con Vilaflor y la cumbre, apareciendo ya con cierta entidad a mediados del siglo xix:

CRUZ DE TEA. Caserío situado en término jurisdiccional de la Granadilla, partido judicial de la Orotava, isla de Teneiife. Dista de la cabeza del distrito municipal 1 kilómetro 439 metros, y lo componen 4 edificios de un piso y 3 chozas ú hogares habitados 3 constantemente por 5 vecinos 31 almas y 4 temporalmente.
Pedro de Olive, 1865.

La ermita del barrio fue construida por los vecinos en 1968, sustituyendo a una pequeña capilla donde se rendía culto a la imagen de la Virgen del Buen Viaje desde el siglo xix. En la década de 2000 se construye junto a la ermita una iglesia y un centro sociocultural.

## Demografía
| Año        | 2000 | 2001 | 2002 | 2003 | 2004 | 2005 | 2006 | 2007 | 2008 | 2009 | 2010 | 2011 | 2012 | 2013 | 2014 |
| ---------- | ---- | ---- | ---- | ---- | ---- | ---- | ---- | ---- | ---- | ---- | ---- | ---- | ---- | ---- | ---- |
| Habitantes | -    | -    | -    | 110  | 307  | 309  | 311  | 322  | 324  | 315  | 318  | 325  | 300  | 306  | 302  |

## Economía
La principal actividad económica sigue siendo la agrícola, si bien se trata en gran parte de cultivos dedicados al autoabastecimiento.

## Fiestas
En Cruz de Tea se celebran fiestas patronales en honor de Nuestra Señora del Buen Viaje a finales de agosto, desarrollándose actos religiosos y populares.

## Comunicaciones
Se accede al barrio principalmente por la carretera TF-21, que comunica Granadilla de Abona con Vilaflor.

### Transporte público
El barrio queda conectado en autobús —guagua— mediante la siguiente línea de TITSA:
| Línea | Trayecto                 | Recorrido                                                          |
| ----- | ------------------------ | ------------------------------------------------------------------ |
| 474   | Granadilla - La Escalona | Horario/Línea Archivado el 1 de agosto de 2016 en Wayback Machine. |

### Caminos
Por el barrio pasa uno de los caminos homologados en la Red de Senderos de Tenerife:
- PR-TF 83 Altos de Granadilla